# Чемпионат Африки по самбо 2024
Чемпионат Африки по самбо 2024 года прошёл в городе Каир (Египет) 1-3 июня. Соревнования проходили по спортивному, боевому и пляжному разделам.

## Спортивное самбо

### Мужчины
| Весовая категория | Золото                                | Серебро                                            | Бронза                                                        |
| ----------------- | ------------------------------------- | -------------------------------------------------- | ------------------------------------------------------------- |
| до 58 кг          | Бухессуне Яссер · Марокко             | Чегвам Тимкат · Нигерия                            | Элтоми Нурелдин · Египет Хунзонлин Джуниор · Республика Конго |
| до 64 кг          | Слимани Элехди · Марокко              | Муанда Габриэль · Демократическая Республика Конго | Меонг Ондов Франк Беноит · Камерун Шабан Махмуд · Египет      |
| до 71 кг          | Эламир Элдамрани Абделрахман · Египет | Омари Яссин · Марокко                              | Моктар Бурейма Якуба · Нигерия Джунгли Лидеш · Маврикий       |
| до 79 кг          | Мбалла Леонель · Камерун              | Элбайоми Фарес · Египет                            | Таиби Мохамед · Марокко Авлим Ацу Амброиз · Того              |
| до 88 кг          | Таджука Фонцоп Франк Хавьер · Камерун | Зиан Валид · Марокко                               | Уссама Руйбат · Алжир Элбадави Мухамед · Египет               |
| до 98 кг          | Асфур Абделрахман · Египет            | Фрифра Ахмед Амин · Марокко                        | Курайчи Амир · Тунис Ванлир Ндам Герард Мишель · Камерун      |
| свыше 98 кг       | Томбу Муафуо Жульен Клод · Камерун    | Мухи Брахим · Марокко                              | Абд Элвахаб Юссеф · Египет Кулему Джером · Гвинея             |

### Женщины
| Весовая категория | Золото                             | Серебро                    | Бронза                                                   |
| ----------------- | ---------------------------------- | -------------------------- | -------------------------------------------------------- |
| до 59 кг          | Джатау Чарити · Нигерия            | Рагаб Алаа · Египет        | Фасла Виам · Марокко Цигненуга Аджова · Того             |
| до 65 кг          | Зиане Виссал · Марокко             | Огбониоми Фатима · Нигерия | Каддур Чайма · Алжир Эльса Диана Зунграна · Буркина-Фасо |
| до 72 кг          | Шалаби Нада Мохамед Фахми · Египет | Котей Рэчел · Гана         | Нарджис Хасир · Алжир                                    |

## Боевое самбо

### Мужчины
| Весовая категория | Золото                     | Серебро                         | Бронза                                                |
| ----------------- | -------------------------- | ------------------------------- | ----------------------------------------------------- |
| до 58 кг          | Ахмед Мортаги · Египет     | Мбида Занга Селестин · Камерун  | Магомед Киссе · Гвинея Амин Джафар · Марокко          |
| до 64 кг          | Юссеф Фаут · Марокко       | Бен Хвайед Лассаад · Тунис      | Эль Шетахи Абдаллах · Египет Хаким Хассани · Алжир    |
| до 71 кг          | Элгарва Сайфелдин · Египет | Радих Лубаки · Республика Конго | Уильям Фокам · Камерун Тонгуино Адриен Йинда · Гвинея |
| до 79 кг          | Дайани Бадреддин · Марокко | Бессала Авоно · Камерун         | Элсайд Мохамед · Египет Магассуба Амаду · Гвинея      |
| до 88 кг          | Мухнай Мустафа · Марокко   | Атеба Гаутье · Камерун          | Кейта Джи · Гвинея Элсабилди Хассан · Египет          |
| до 98 кг          | Нжимулу Сейду · Камерун    | Мохамед Абделрахман · Египет    | Адаму Халиду · Нигерия Гомай Нгоно Флавиус · ЦАР      |
| свыше 98 кг       | Джанту Максвелл · Камерун  | Кане Абдулае · Сенегал          | Эддердак Нассер · Марокко Эмад Ахмед · Египет         |

### Женщины
| Весовая категория | Золото                                | Серебро              | Бронза               |
| ----------------- | ------------------------------------- | -------------------- | -------------------- |
| до 54 кг          | Ахмед Сама · Египет                   |                      |                      |
| до 59 кг          | Атта Фатима · Египет                  | Чафик Гита · Марокко |                      |
| до 65 кг          | Мандар Санаа · Марокко                | Али Сохила · Египет  |                      |
| до 72 кг          | Мари Викторина Онгуэне Цими · Камерун | Хани Эман · Египет   | Абах Асмаа · Марокко |
| до 88 кг          | Эбрахим Малак Хамди · Египет          |                      |                      |

## Пляжное самбо

### Мужчины
| Весовая категория | Золото                         | Серебро                               | Бронза                                                  |
| ----------------- | ------------------------------ | ------------------------------------- | ------------------------------------------------------- |
| до 58 кг          | Амаду Сумана Амаду · Нигерия   | Хунзонлин Джуниор · Республика Конго  | Чегвам Тимкат · Нигерия Энтони Яо Соджин · Того         |
| до 71 кг          | Моктар Бурейма Якуба · Нигерия | Ламах Форомо Сезар · Гвинея           | Теркпор Франк · Гана Наге Атеф · Египет                 |
| до 88 кг          | Зиан Валид · Марокко           | Таджука Фонцоп Франк Хавьер · Камерун | Селлами Хачем · Тунис Саду Абубакар · Нигерия           |
| свыше 88 кг       | Бенчих Билал · Алжир           | Абд Эльвахаб Юссеф · Египет           | Томбу Муафу Жульен Клод · Камерун Кане Абдула · Сенегал |

### Женщины
| Весовая категория | Золото                 | Серебро                               | Бронза                                                                  |
| ----------------- | ---------------------- | ------------------------------------- | ----------------------------------------------------------------------- |
| до 50 кг          | Солиман Малак · Египет |                                       |                                                                         |
| до 59 кг          | Раджаб Алаа · Египет   | Анна Иди Адам · Нигерия               | Джатау Чарити · Нигерия Фасла Виам · Марокко                            |
| до 72 кг          | Нарджис Хасир · Алжир  | Мари Викторина Онгуэне Цими · Камерун | Шалаби Нада Мохамед Фахми · Египет Эльза Дайана Зунграна · Буркина-Фасо |
| до 72 кг          | Шазли Салма · Египет   |                                       |                                                                         |